# Lissanthe scabra
Lissanthe scabra är en ljungväxtart som beskrevs av Crayn och E.A.Br. Lissanthe scabra ingår i släktet Lissanthe och familjen ljungväxter. Inga underarter finns listade i Catalogue of Life.